# (37117) Нарцисс
(37117) Нарцисс (лат. Narcissus) — небольшой астероид внешней части главного пояса. Он был открыт 1 ноября 2000 года китайским астрономом Уильямом Ёном в обсерватории Дезерт-Бивер и назван в честь Нарцисса, персонажа древнегреческой мифологии, связанного с Марсом.

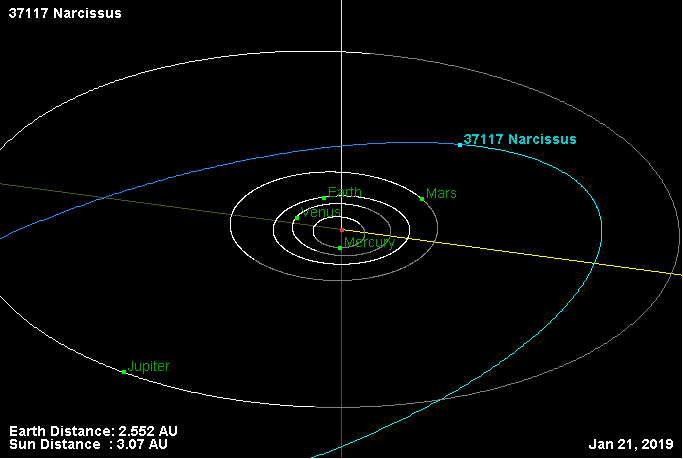
Орбита астероида Нарцисс и его положение в Солнечной системе